# 東涌河

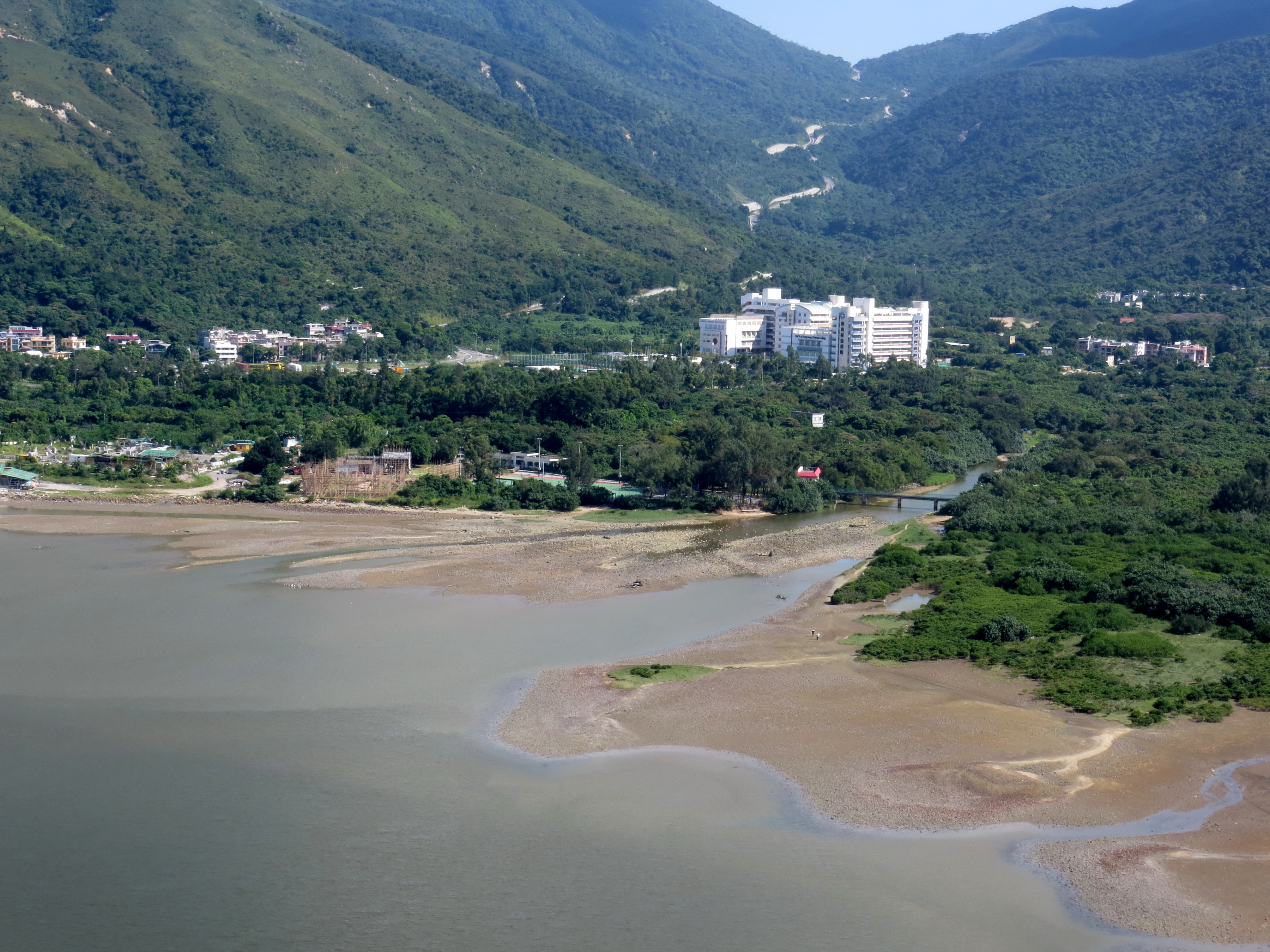
遠眺東涌河河口
（白色建築物為明愛華德中書院及港青基信書院）

東涌河（英語：Tung Chung River）是香港大嶼山的一條河流，源自彌勒山及地塘仔的山溪，流經石門甲、稔園、石榴埔至牛凹，最終在東涌戶外營一帶流入東涌灣。東涌河是具生態價值的河流，扶養超過20種香港原生淡水魚，以及多種具保育價值的物種，包括罕有的北江光唇魚及米魚（Oryzias curvinotus）。

## 歷史
東涌河古時稱為東涌，涌即河。隨著近代東涌改為指東涌河口之地，東涌河便加上河字以資識別。

## 保育
政府2014年完成東涌新市鎮擴展計劃的公眾諮詢，決定取消在東涌灣填海，土木工程拓展署正研究修復「具重要生態價值河溪」的東涌河，把部分被渠道化的東涌河段、上游河段兩岸約3.3公頃的土地，建造成河畔公園，並收回涉及的私人土地。對於多個環保團體要求公園擴大逾5倍至約22公頃，署方回應表示，東涌河及東涌灣一帶已劃為保育區。區議會文件介紹該公園設計包括觀鳥屋、遊客中心、單車徑和河邊親水活動等，以提供生態教育和供市民作康樂用途。

## 生態破壞與污染

### 非法挖石事件
2003年年底，東涌河其中一段長約330米的河段遭非法採石工程破壞，供應石塊給迪士尼樂園。環境運輸及工務局局長廖秀冬巡視受到非法挖掘石頭破壞的東涌河，坦言感到震驚，強調政府會搜集證據，起訴破壞者，以殺雞儆猴，絕不手軟。
經過多個月的修復工程包括穩定河岸和河床、重建內河結構及重新種植河岸植物後，到2009年才回復生氣。事件後來更揭發為東涌鄉事委員會涉嫌貪污賣石頭醜聞，廉政公署更介入事件，於2005年拘捕東涌鄉事委員會主席羅錦輝及村代表黃日華等11人，經法庭審判後，主席羅錦輝、副主席李桂武、秘書莫廣明及工程公司擁有者黃日華四人罪名成立，判監11個月至2年不等。

### 生活污水注入河道
2019年綠色力量到東涌河考察發現附近村落的生活污水隨雨水渠流入東涌河，散發臭味，匯合的河床位置出現白色菌絲。檢驗水質後證實阿摩尼亞超標100倍，綠色力量高級保育經理估計來源是附近石門甲村的生活污水。環境保護署則回應說4次巡查後無發現生活污水被排放至河道，在持續監測下「河溪水質指數評級為極佳」。環保團體亦指出目前東涌河主幹流上游已被截引至石壁水塘，環團提倡在食水供應足夠前提下考慮增放河水到下游，將能改善河水生態。